# Martin M. Atalla
Martin M. Atalla (auch John oder Mohammed M. Atalla; * 4. August 1924 in Port Said, Ägypten; † 30. Dezember 2009 in Atherton, Kalifornien)  war ein Ingenieur und Unternehmer im Bereich der Halbleitertechnik und Computer-Datensicherheit.

## Leben und Werk
Geboren in Port Said, Ägypten, studierte M. Atalla zunächst an der Universität Kairo in Ägypten, wo er seinen Abschluss als Bachelor of Science erhielt. Anschließend ging er in die USA, um an der Purdue University Maschinenbau zu studieren. Dort erhielt er 1947 seinen Master-Abschluss (Master of Science in Mechanical Engineering) und wurde 1949 promoviert.
Nach seinem Studium und der Promotion wurde Atalla Angestellter bei den Bell Laboratories. Dort forschte er unter anderem an der Verwendung von Siliziumdioxid als Schutzschicht von Silizium-Halbleiterbauelementen. Diese Forschung führte im Jahr 1960 zur Entwicklung des ersten Metall-Oxid-Halbleiter-Feldeffekttransistor (MOSFET)  gemeinsam mit Dawon Kahng, der unter Atalla bei den Bell Labs arbeitete. Der MOSFET hat sich seitdem zur zentralen Komponente heutiger integrierter Schaltungen, wie Halbleiterspeicher und Mikroprozessoren, entwickelt. 1961 war Atalla Mitbegründer von Hewlett-Packard Associates und 1969 ging er zu Fairchild Camera and Instruments.
Im Jahre 1973 gründete er die Atalla Corporation, die sich mit Sicherheitsproblemen von Bank- und Finanzinstituten beschäftigte. Er erfand die sogenannte „Atalla-Box“, einem Sicherungssystem, das noch heute einen Großteil der Transaktionen von Bankautomaten sichert. Zu dieser Zeit erfand Atalla auch das PIN-System, das sich unter anderem in der Bankenbranche zum Standard bei der Identifikation entwickelt hat. 1987 fusionierte die Atalla Corporation mit Tandem Computers.
Atalla ging 1990 in den Ruhestand. Doch es dauerte nicht lange, bis ihn mehrere Führungskräfte großer Banken überredeten an der Entwicklung von Sicherheitssystemen für das Internet zu arbeiten. Sie sorgten sich darum, dass ohne Innovationen in der Sicherheitsindustrie keine brauchbaren Rahmenbedingungen für den elektronischen Geschäftsverkehr vorhanden sind. Infolge dieser Aktivitäten gründete er die Unternehmen TriStrata (1996) und A4 Systems. M. Atalla lebte zuletzt in Atherton, Kalifornien.